# ルリソウ
ルリソウ（瑠璃草、学名：Omphalodes krameri）は、ムラサキ科ルリソウ属の多年草。

## 特徴
茎は直立し、高さは10-40cmになり、開出毛が多い。茎葉は互生し、下部の葉は根出葉より大きく、長さ6-12cm、幅2-4cmになり、倒披針形で、縁は全縁、両面に細毛が生える。
花期は4-6月。茎先に花序を出して2又に分かれる。花に長さ0.5-1.5cmの花柄がある。花冠は筒部が短く、上部が5裂して平開し、径1-1.5cmになり、青色から青紫色でまれに白色になる。花冠の喉部に先が2裂した白色の小突起がある。萼は緑色で5裂し、裂片は花時に長さ約3mm、果時には長さ5-8mmに伸びる。雄蕊は5個あり、花筒内から出ない。雌蕊は1個。果実は4個の分果で、分果の径は約3mmになり、背面が環状に肥厚し、縁に短い鉤刺が並ぶ。

## 分布と生育環境
日本固有種。本州（中部地方以北）、北海道（西南部）に分布し、山地のやや湿った落葉樹林の林床に生育する。

## 名前の由来
和名ルリソウは、「瑠璃草」の意で、花の色に基づく。
種小名 krameri は、ベルギーの園芸家で日本植物を採集したクラメルへの献名。

## 下位分類
- シロバナルリソウ Omphalodes krameri Franch. et Sav. f. alba (T.Itô) H.Hara[6] - 白花品種。別名ハリソウ（玻璃草）という[2]。

## ギャラリー

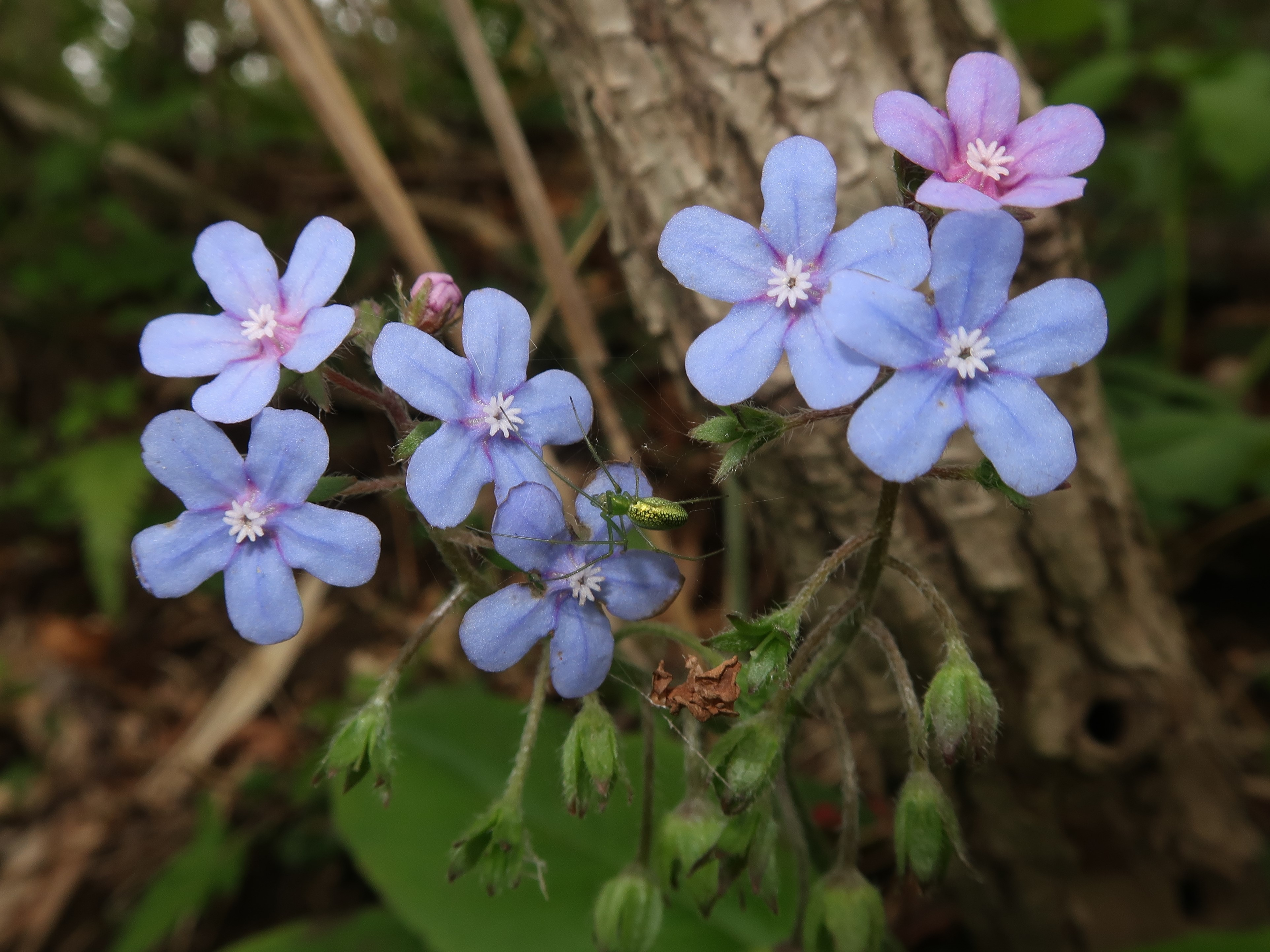
花冠は青色から青紫色。花冠の喉部に先が2裂した白色の小突起がある。
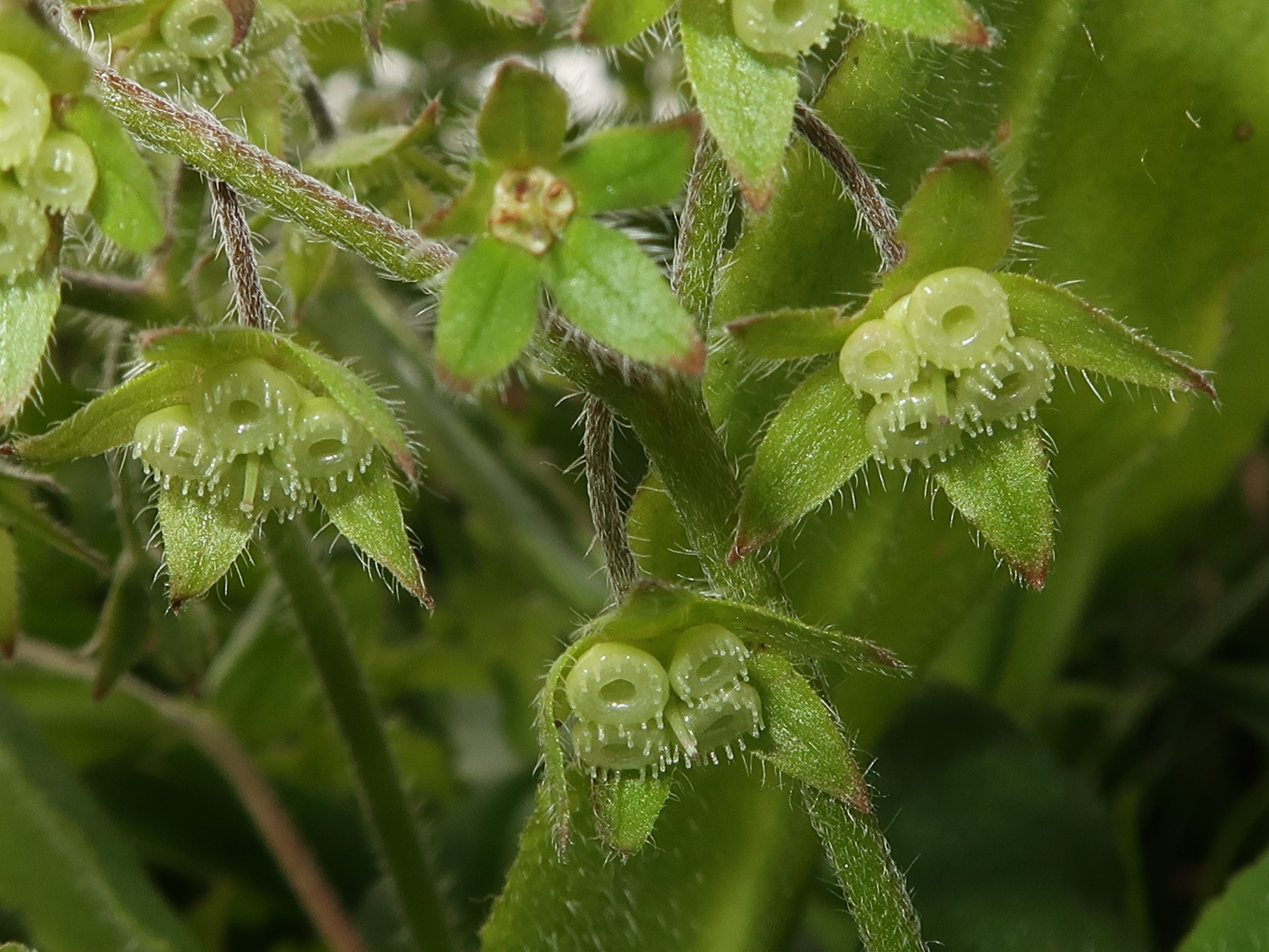
分果の背面が環状に肥厚し、縁に短い鉤刺が並ぶ。